# Skakbrik
I skak har hver spiller det ene af to ens udformede sæt brikker i hver sin farve.
Hvert sæt består af seks forskellige brikker:
- 1 Konge
- 1 Dronning
- 2 Tårne
- 2 Løbere
- 2 Springere
- 8 Bønder

Visse skakvarianter og visse skakopgaver benytter specielle brikker, som ikke hører til et standard skakspil, f.eks. natrytter eller græshoppe.
Når et spil diskuteres, skelner man ofte mellem bønderne og de mere værdifulde brikker, officererne.

## Brikkernes trækmåder
Hver slags brik har sit eget bevægelsesmønster, som kort kan beskrives således:
- Tårnet flyttes så langt man ønsker, men kun i lige retning parallelt med siderne af brættet. Se dog også rokade.
- Løberen flyttes så langt man ønsker, men altid parallelt med en diagonal.
- Dronningen flyttes så langt man ønsker, enten parallelt diagonalerne eller parallelt siderne.
- Kongen flyttes som dronningen, men kun til et nabofelt, bortset fra rokade.
- Springeren flyttes "to felter frem og ét til siden", hvorved den får en "L"-formet bevægelse. De to felter "frem" skal forstås i en hvilken som helst parallelt med en af siderne, altså også tilbage. Springeren kan som eneste brik hoppe over andre brikker, når den trækkes.
- Bonden kan kun rykke fremad, et felt ad gangen (eller to felter, se nedenfor), i en ret linje væk fra spilleren, medmindre der står en modstanderens brikker diagonalt fremad til højre eller venstre for den. Er det tilfældet, kan den slå en sådan brik (eller vælge at fortsætte lige fremad). I sit første træk kan en bonde flyttes enten ét eller to felter frem. Se også en passant.

Når en brik slår en modstanderbrik stilles den på dennes felt (og den slagne brik fjernes), med undtagelse af slag en passant.

## Typer af brikker
Der er en stor variation i designet af skakbrikker, fra helt abstrakte brikker til brikker, som illustrerer et moderne tema som f.eks. Star Trek eller The Simpsons. Der kan også være tale om fx reproduktioner af "Lewis chessmen". Tematiske brikker anvendes dog snarere som udstillingsgenstande end til praktisk spillebrug.
De skakbrikker, der anvendes til spil er sædvanligvis en miniature-figur, som er højere end den er bred. Som eksempel vil skakbrikker beregnet til et skakbræt med felter på 5 cm typisk have en konge, der er 95 mm høj. Sådanne brikker findes i mange udformninger, hvoraf den kendteste er "Staunton modellen" (navngivet efter Howard Staunton), og som er designet af Nathaniel Cook. Det første sæt af disse brikker fabrikeredes i London i 1849.
Det er Staunton-modellen, der som standard anvendes til professionelt spil, herunder ved skakturneringer. Kongens højde bør være mellem 85 og 105 mm, men højder på ca. 95–102 mm foretrækkes af de fleste. Kongens diameter bør være 40–50% af højden. De øvrige brikkers størrelse tilpasset proportionalt til kongen og bør være godt afbalancerede. Felterne på skakbrættet bør være ca. 1,25–1,3 gange diameteren af kongens fod, dvs. 50–65 mm. Felter med en sidestørrelse på ca. 57 mm passer godt til brikker med kongen i den foretrukne størrelse. De anførte mål stammer fra United States Chess Federations officielle regler (Official Rules of Chess), der igen bygger på reglerne fra den internationale skakunion, Fédération Internationale des Échecs.
Når der spilles på højt niveau, anvendes brikker af træ men ellers er brikker af plastik også almindeligt anvendt. Selvom den aktuelle farve på brikkerne kan variere, vil man altid betegne de lyse brikker som de "hvide" og de mørkere brikker som de "sorte".
Til hvide træbrikker bruges almindeligvis lyst træ som buksbom eller ahorn.Til sorte træbrikker bruges mørkt træ som rosentræ, ibenholt, sandeltræ eller valnød, alternativt kan de være af enhver træart og så til gengæld være malet i en af farverne sort, brun eller rød. Plastikbrikker støbes i off-white (henholdsvis sort eller rød) plastik. Andre materialer er set anvendt, som f.eks. ben, elfenben eller forskellige legeringer.
Andre typer brikker kan – som de brikker, der benyttes i Shogi og Xiangqi – være flade og enten have en udskåret figur eller en påtrykt/pålimet figur. De kan endvidere være gjort magnetiske, så de er hensigtmæssige til rejsebrug. I en større udgave anvendes de desuden på demonstrationsbrætter, hvor man gengiver et spil for tilskuere.
I haver eller parker kan der være anlagt skakbrætter i så stor størrelse, at man går på brættet, hvortil der naturligvis findes tilsvarende store brikker. Ved særlige lejligheder er der gennemført spil med levende brikker, dvs. hvor brikkerne er udklædte personer.
På computerere er skakbrikker oftest 2-D symboler på et 2-D bræt, omend nogle programmer benytter mere avanceret 3-D grafik til at vise brikkerne i traditionelt design.